# Max Burret
Karl Ewald Maximilian Burret , communément appelé Max Burret (6 juin 1883 - 19 septembre 1964) est un botaniste allemand.

## Biographie
Burret est né à Saffig, près d’Andernach, dans la province du Rhin prussien. Il étudie d'abord le droit à Lausanne et à Munich à l'instigation de son père. Burret s'intéresse davantage aux sciences naturelles qu'au droit et finit par abandonner ses études de droit pour mener des recherches en botanique à Berlin, où il obtient un doctorat en 1909 pour sa thèse en taxinomie et devient rapidement l'un des plus célèbres botanistes allemands. Burret participe à de nombreuses organisations de sciences botaniques en Allemagne, occupant des postes de direction, comme assistant au musée et jardin botanique de Berlin de 1909 à 1911, ainsi qu'assistant botanique et conférencier à l'Institut de botanique du collège d'agriculture de Berlin de 1911 à 1921. En 1922, il est nommé conservateur du Muséum et du jardin botaniques de Berlin, puis professeur de biologie botanique à l'université de Berlin.
Burret fait de nombreux voyages en Europe et en Afrique, ainsi qu'en Amérique du Sud. Il est invité par le gouvernement brésilien à se rendre dans ce pays, notamment pour étudier les différentes espèces de palmiers indigènes de la région. Peu de temps après son retour en Allemagne, il se rend dans les tropiques de l'Ancien Monde, se rendant au Sri Lanka, dans la péninsule Malaise, à Java et à Sumatra en 1938 et 1939. Burret est l'un des premiers botanistes à mener des recherches novatrices sur les palmiers, en commençant par l'Afrique, puis l'Amérique du Sud et l'Indo-malaisie. Il identifie, nomme et classe des dizaines d'espèces de palmiers, notamment Rhapis multifida (Palmier à doigts) et Livistona beccariana. Il nomme également et classe d'autres flores tropicales, principalement de la famille des tilleuls. Les noms de plusieurs genres de palmiers portent son nom, notamment les genres Maxburretia et Burretiokentia.
Il est l'auteur de nombreux articles systématiques sur les familles florales des Tiliaceae (famille du tilleul) et Palmae (famille du palmier). Il est mort à Berlin.